# 11579 Tsujitsuka
11579 Tsujitsuka eller 1994 JN är en asteroid i huvudbältet som upptäcktes den 6 maj 1994 av de båda japanska astronomerna Kazuro Watanabe och Kin Endate vid Kitami-observatoriet. Den är uppkallad efter amatörastronomen Takashi Tsujitsuka.
Asteroiden har en diameter på ungefär 5 kilometer och den tillhör asteroidgruppen Eunomia.